# Caura (Trinidad y Tobago)
Caura es una localidad de Trinidad y Tobago, que forma parte de la región de Tunapuna-Piarco.

## Geografía
La localidad abarca parte de la isla Trinidad y limita al norte con Blanchisseuse, al sur y oeste con El Dorado y al este con Kandahar y Paradise Gardens.

## Demografía
Datos demográficos de la localidad de Caura:
| Gráfica de evolución demográfica de Caura entre 2000 y 2011 |
|                                                             |